# فرخنده کاکل‌گندمی
فرخنده کاکل‌گندمی (نام علمی: Tachyphonus surinamus) نام یک گونه از تیره فرخنده است.